# Lodowiec Goetla
Lodowiec Goetla (ang. Goetel Glacier) - lodowiec na Wyspie Króla Jerzego, na północnym wybrzeżu Zatoki Martela, pomiędzy wzniesieniem Ullmann Spur a szczytami Precious Peaks, od północy łączy się z Kopułą Arctowskiego.
Nazwę nadała polska ekspedycja antarktyczna na cześć geologa Walerego Goetla. 